# Чемпіонат Югославії з футболу 1925
Чемпіонат Королівства Сербів, Хорватів і Словенців з футболу 1925 (сербохорв. Prvenstvo Kraljevini Srba, Hrvata i Slovenaca u fudbalu 1925.) — третій розіграш футбольної першості Югославії. Турнір проходив за кубковою системою. До участі у змаганнях були залучені команди-переможці регіональних чемпіонатів. Вдруге чемпіоном країни став клуб з міста Белград — «Югославія».

## Клуби-учасники
- Переможець футбольної асоціації Белграда — «Югославія»
- Переможець футбольної асоціації Загреба — «Граджянскі»
- Переможець футбольної асоціації Осієка — «Славія»
- Переможець футбольної асоціації Любляни — «Ілірія»
- Переможець футбольної асоціації Сараєво — САШК
- Переможець футбольної асоціації Спліта — «Хайдук»
- Переможець футбольної асоціації Суботиці — «Бачка»

## Чвертьфінали
«Славія» (Осієк) пройшла в наступний раунд без гри.
| 14 червня і 16 червня 1925 |

| «Югославія» (Белград)                                                 | 3:2 (д.ч.) | «Хайдук» (Спліт)                  |
| --------------------------------------------------------------------- | ---------- | --------------------------------- |
| Драган Йованович 10' Душан Петкович 22' Бранислав Секулич 110' (пен.) |            | 27' Любо Бенчич 85' Мірко Боначич |

| Белград Глядачів: 5 000 Арбітр: Андрія Мажич |

| 14 червня 1925 |

| «Ілірія» (Любляна) | 0:3 | «Бачка» (Суботиця)                     |
| ------------------ | --- | -------------------------------------- |
|                    |     | 17' Марко Рудич 55' 58' Ремія Марцикич |

| «Человечешкі Честі», Любляна Глядачів: 2 000 Арбітр: Адольф Пік |

| 14 червня 1925 |

| «Граджянскі» (Загреб) | 6:0 | САШК (Сараєво) |
| --- | --- | -------------- |
| Степан Пасінек 3' Віктор Гьотц 5' Драгутин Врагович 26' Антун Павлекович 39' Франьо Мантлер 43' Степан Беванда 51' (аг.) |     |                |

| «Граджянскі», Загреб Глядачів: 4 000 Арбітр: Йован Ружич |

## Півфінали
| 21 червня 1925 |

| «Югославія» (Белград)                                              | 3:2 | «Славія» (Осієк)                       |
| ------------------------------------------------------------------ | --- | -------------------------------------- |
| Стеван Лубурич 10' Бранислав Секулич 14' (пен.) Душан Петкович 67' |     | 17' Бранко Андучич 78' Драгутин Рабель |

| Белград Глядачів: 2 000 Арбітр: Антон Фелвер |

| 21 червня 1925 |

| «Бачка» (Суботиця) | 0:2 | «Граджянскі» (Загреб)                 |
| ------------------ | --- | ------------------------------------- |
|                    |     | 79' Рудольф Хітрець 84' Лука Віднєвич |

| Бачка, Суботиця Глядачів: 2 000 Арбітр: Йован Ружич |

## Фінал
| 5 липня 1925 |

| «Граджянскі» (Загреб)              | 2:3 (д.ч.) | «Югославія» (Белград)                                         |
| ---------------------------------- | ---------- | ------------------------------------------------------------- |
| Віктор Гьотц 17' Еуген Дасович 78' |            | 6.' Бранислав Секулич 52' Драган Йованович 92' Душан Петкович |

| «Граджянскі», Загреб Глядачів: 14 000 Арбітр: Андрія Мажич |

«Граджянські»: Вілім Вокаун, Йосип Полич, Еуген Дасович, Рудольф Хітрець, Рудольф Рупець, Драгутин Врагович, Драгутин Бабич, Віктор Гьотц, Степан Пасінек, Франьо Мантлер, Антун Павлекович, тренер: Ріхард Кон (Австрія)
«Югославія»: Карой Немеш, Милутин Івкович, Бранко Петрович, Михайло Начевич, Алоїз Махек, Светислав Маркович, Александар Джорджевич, Драган Йованович, Стеван Лубурич, Душан Петкович, Бранислав Секулич, тренер: Карел Блаха (Австрія)

## Склад чемпіона
«Югославія»: Карой Немеш (3); Милутин Івкович (3), Бранко Петрович (3); Михайло Начевич (3), Алоїз Махек (3), Светислав Маркович (3); Александар Джорджевич (3), Драган Йованович (3.2), Стеван Лубурич (3.1), Душан Петкович (3.3), Бранислав Секулич (3.3); тренер Карел Блаха (Австрія)

## Найкращі бомбардири
|    | Гравець           | Команда      | Голів |
| -- | ----------------- | ------------ | ----- |
| 1° | Душан Петкович    | «Югославія»  | 3     |
|    | Бранислав Секулич | «Югославія»  | 3     |
| 3° | Драган Йованович  | «Югославія»  | 2     |
|    | Віктор Гьотц      | «Граджянскі» | 2     |
|    | Ремія Марцикич    | «Бачка»      | 2     |